# Sarcostemma brevipedicellatum
Sarcostemma brevipedicellatum är en oleanderväxtart som beskrevs av P.I. Forster. Sarcostemma brevipedicellatum ingår i släktet Sarcostemma och familjen oleanderväxter. Inga underarter finns listade i Catalogue of Life.